# Ezra Koenig
Ezra Michael Koenig, född 8 april 1984 i New York, är en amerikansk musiker. Han är sångare och gitarrist i bandet Vampire Weekend.
Koenig har även samarbetat med grupper som Discovery och Chromeo och med rapparen Abd al Malik. Han har även skrivit musik till flera filmer.
Sedan 2016 har Koenig ett förhållande med skådespelaren Rashida Jones. Tillsammans har de en son född 2018.

## Diskografi

### Med Vampire Weekend
Studioalbum
- 2007 – Vampire Weekend
- 2010 – Contra
- 2013 – Modern Vampires of the City

EPs
- 2007 – Vampire Weekend
- 2010 – iTunes Session

Singlar (på Billboard Alternative Songs)
- 2008 – "A-Punk" (#25)
- 2009 – "Cousins" (#18)
- 2010 – "Giving Up the Gun" (#34)
- 2010 – "Holiday" (#31)
- 2013 – "Diane Young" (#11)
- 2013 – "Unbelievers" (#7)
- 2014 – "Step" (#35)